# Hunter of Stars
„Hunter of Stars“ (на български: Ловец на звезди) е песен на швейцарския певец Себалтер, с която той представя страната си на песенния конкурс „Евровизия 2014“.
Песента е в бързо темпо и съдържа поп, швейцарски фолк елементи и кънтри такива. В аранжимента ѝ са включени банджо, китара, кларинет, контрабас и цигулка. Песента включва още пляскане с ръце, както и предвижда Себалтер да свири с уста, което общовалидно се смята за рисковано при изпълнение на живо.
Певецът получава вдъхновение за конкурсната си песен след своето неколкомесечно пътуване до Съединените щати.